# Società Sportiva Lazio 2015-2016
Questa voce raccoglie le informazioni riguardanti la Società Sportiva Lazio nelle competizioni ufficiali della stagione 2015-2016.

## Stagione
L'8 agosto 2015, la Lazio viene sconfitta in Supercoppa italiana dalla Juventus: l'incontro è un "replay" dell'edizione 2013, anch'essa vinta dai bianconeri. Successivamente, affronta il Bayer Leverkusen per i play-off di Champions League venendo eliminata con un totale di 3-1. In campionato, dopo il vittorioso esordio con il Bologna, incassa un 4-0 dal Chievo. Durante il primo tour de force, dal 13 settembre al 4 ottobre, totalizza 9 punti in campionato e 4 in Europa League (competizione in cui è stata ripescata, dopo il mancato accesso ai gironi di Champions). In seguito, dopo 2 vittorie di fila tra coppa e campionato, perde contro Atalanta, Milan e nel derby. Ottenuta la qualificazione in Europa, vincendo il girone, supera l'Udinese in Coppa Italia: il 20 dicembre ritrova, in casa dell'Inter, la vittoria dopo 7 giornate. Chiude il girone di andata al nono posto, mentre in coppa nazionale è eliminata dai campioni d'Italia (che già la sconfissero nella finale dell'edizione precedente).

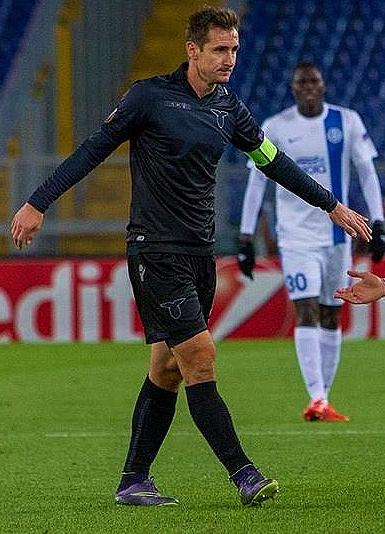
L'attaccante tedesco Miroslav Klose: nell'ultima stagione a Roma, entra nella classifica dei 10 migliori marcatori biancocelesti (occupando il 7º posto in graduatoria).

Nei sedicesimi di Europa League, i biancocelesti hanno la meglio sui turchi del Galatasaray pareggiando 1-1 in trasferta per vincere 3-1 in casa. L'avversario degli ottavi è il ceco Sparta Praga, che impone un altro 1-1 all'andata. Nella partita di campionato che precede il ritorno, Klose torna al gol dopo 10 mesi: la doppietta del tedesco è decisiva per battere l'Atalanta. La sconfitta, per 3-0, con i praghesi comporta però l'addio all'Europa: la Lazio è l'ultima italiana a venire eliminata dalle coppe in questa stagione. Dopo aver perso 4-1 il derby del 3 aprile, Pioli viene sostituito in panchina dall'ex calciatore Simone Inzaghi. Il nuovo tecnico, che pure debutta con 6 punti in 2 partite non riesce a raggiungere la qualificazione europea. Nell'ultima giornata, che vede una sconfitta per 4-2 ad opera della Fiorentina, Klose segna un gol grazie al quale eguaglia il macedone Goran Pandev in qualità di miglior realizzatore straniero della Lazio (64 reti).

## Divise e sponsor
Il fornitore tecnico per la stagione 2015-2016 è Macron, mentre non è presente uno sponsor ufficiale: nel corso dell'annata, in occasione della finale di Supercoppa italiana 2015, campeggia sulle maglie la scritta «La Lazio saluta Shanghai» in logogrammi cinesi, così come nella gara interna di campionato contro la Juventus del 4 dicembre 2015 è presente sulle casacche il logo del Giubileo straordinario della misericordia; infine, in occasione delle trasferte contro il Milan del 20 marzo 2016 e la Juventus del 20 aprile 2016, e della gara interna contro l'Inter del 1º maggio 2016, sulle maglie campeggia il logo della clinica Paideia, struttura sanitaria di riferimento del club romano.
La prima divisa (che aveva già fatto il suo esordio in occasione della finale della Coppa Italia 2014-2015) è composta da maglia celeste con cromature bianche, e pantaloncini e calzettoni bianchi, entrambi con bordini e risvolti celesti; nell'etichetta interna è presente il motto «Noi l'amiamo e per lei combattiamo», personalizzazione scelta dai tifosi nel corso della stagione precedente.
La seconda divisa consta di un completo nero con dettagli celesti: è caratterizzata, per quanto concerne la maglia, da una fascia celeste che riproduce il simbolo societario dell'aquila, proponendo una rivisitazione della storica «maglia bandiera» indossata dai calciatori laziali negli anni 80 del Novecento. Da questo template deriva anche una seconda divisa alternativa, specifica per le trasferte di UEFA Europa League, dove il sumenzionato design viene reso in un all anthracite tono su tono.
La terza divisa è composta da una maglia bianca con cromature celesti e bordini neri; pantaloncini e calzettoni sono entrambi neri, con bordini e risvolti biancocelesti.
| Casa | Trasferta | Trasferta UEL | Terza divisa | 1ª portiere | 2ª portiere | Portiere UEL |

## Organigramma societario
Area direttiva
Consiglio di gestione
- Presidente: Claudio Lotito
- Consigliere: Marco Moschini

Consiglio di sorveglianza
- Presidente: Corrado Caruso
- Vicepresidente: Alberto Incollingo
- Consiglieri: Fabio Bassan, Vincenzo Sanguigni, Silvia Venturini

Area organizzativa
- Segretario Generale: Armando Antonio Calveri
- Team Manager: Maurizio Manzini, Stefan Derkum
- Direzione Amm.va e Controllo di Gestione / Investor Relator: Marco Cavaliere
- Direzione Legale e Contenziosi: Francesca Miele
- Direzione Organizzativa Centro Sportivo di Formello, Uffici, Country Club, Stadio: Giovanni Russo
- S.L.O. / Supporter Liaison Officer: Armando Calveri
- Delegato Sicurezza Stadio/R.S.P.P.: Sergio Pinata
- Responsabile Biglietteria: Angelo Cragnotti
- Direzione Settore Giovanile: Joop Lensen

Area marketing
- Coordinatore Marketing, Sponsorizzazioni ed Eventi: Marco Canigiani
- Area Marketing: Massimiliano Burali d'Arezzo, Laura Silvia Zaccheo
- Area Licensing e Retail: Valerio D'Attilia

Area comunicazione
- Responsabile Comunicazione/Stampa: Stefano De Martino

Area tecnica
- Direttore Sportivo: Igli Tare
- Coordinatore area tecnica: Igli Tare
- Allenatore: Simone Inzaghi
- Allenatore in seconda: Massimiliano Farris
- Collaboratore prima squadra: Enrico Allavena
- Preparatori atletici: Fabio Ripert, Adriano Bianchini, Alessandro Fonte
- Preparatore dei portieri: Adalberto Grigioni

Area sanitaria
- Direttore sanitario: dott. Ivo Pulcini
- Coordinatore staff medico: dott. Roberto Bianchini
- Medico sociale: dott. Stefano Salvatori
- Fisioterapisti: dott.ri Valerio Caroli, Romano Papola, Vittorio Raieta, Christian Marsella, Giorgio Gasparini
- Consulente ortopedico: dott. Stefano Lovati
- Nutrizionista: dott. Angelo Pulcini

## Rosa
Rosa e numerazione sono aggiornate al 13 gennaio 2016.
| N. |                                 | Ruolo | Calciatore                     |
| -- | ------------------------------- | ----- | ------------------------------ |
| 2  | Paesi Bassi (bandiera)          | D     | Wesley Hoedt                   |
| 3  | Paesi Bassi (bandiera)          | D     | Stefan de Vrij                 |
| 4  | Spagna (bandiera)               | D     | Patric                         |
| 5  | Paesi Bassi (bandiera)          | D     | Edson Braafheid                |
| 6  | Italia (bandiera)               | C     | Stefano Mauri                  |
| 7  | Inghilterra (bandiera)          | C     | Ravel Morrison                 |
| 8  | Serbia (bandiera)               | D     | Dušan Basta                    |
| 9  | Serbia (bandiera)               | A     | Filip Djordjevic               |
| 10 | Brasile (bandiera)              | C     | Felipe Anderson                |
| 11 | Germania (bandiera)             | A     | Miroslav Klose (vice-capitano) |
| 13 | Serbia (bandiera)               | D     | Milan Biševac                  |
| 14 | Senegal (bandiera)              | A     | Keita Baldé                    |
| 16 | Italia (bandiera)               | C     | Marco Parolo                   |
| 17 | Italia (bandiera)               | A     | Alessandro Matri               |
| 18 | Argentina (bandiera)            | D     | Santiago Gentiletti            |
| 19 | Bosnia ed Erzegovina (bandiera) | C     | Senad Lulić                    |

| N. |                        | Ruolo | Calciatore              |
| -- | ---------------------- | ----- | ----------------------- |
| 20 | Argentina (bandiera)   | C     | Lucas Biglia (capitano) |
| 21 | Serbia (bandiera)      | C     | Sergej Milinković-Savić |
| 22 | Italia (bandiera)      | P     | Federico Marchetti      |
| 23 | Nigeria (bandiera)     | C     | Ogenyi Onazi            |
| 26 | Romania (bandiera)     | D     | Ștefan Radu             |
| 27 | Senegal (bandiera)     | D     | Moustapha Seck          |
| 29 | Francia (bandiera)     | D     | Abdoulay Konko          |
| 32 | Italia (bandiera)      | C     | Danilo Cataldi          |
| 33 | Brasile (bandiera)     | D     | Maurício                |
| 44 | Croazia (bandiera)     | D     | Franjo Prce             |
| 55 | Italia (bandiera)      | P     | Guido Guerrieri         |
| 70 | Australia (bandiera)   | C     | Chris Oikonomidis       |
| 87 | Italia (bandiera)      | C     | Antonio Candreva        |
| 88 | Paesi Bassi (bandiera) | A     | Ricardo Kishna          |
| 99 | Albania (bandiera)     | P     | Etrit Berisha           |

## Calciomercato
La Lazio ha iniziato la sessione estiva di calciomercato con gli acquisti del difensore olandese Wesley Hoedt, del centrocampista inglese Ravel Morrison dal West Ham e del terzino spagnolo Patric, tutti e tre svincolati. Il 29 luglio viene acquistato, per una cifra vicina ai 4 milioni di euro, l'attaccante olandese Ricardo Kishna dall'Ajax. Il 6 agosto è invece ufficializzato l'arrivo del centrocampista serbo Sergej Milinković-Savić dal Genk per circa 10 milioni di euro. Dopo essersi svincolato a luglio, il 21 agosto Stefano Mauri decide di firmare un nuovo contratto che lo legherà alla società capitolina per un ulteriore anno. L'ultimo giorno di mercato viene acquistato, a titolo temporaneo, l'attaccante italiano Alessandro Matri dal Milan. Per quanto concerne le cessioni invece il vice-capitano Cristian Ledesma conclude il contratto con la società romana dopo 9 anni. Anche Michaël Ciani, Diego Novaretti e Giuseppe Sculli (fuori-rosa da molto tempo) concludono il proprio contratto. Il 12 luglio viene ceduto il difensore Luís Pedro Cavanda al Trabzonspor. Tre giorni più tardi il centrocampista portoghese Bruno Pereirinha rescinde il proprio contratto. Il 22 luglio viene comunicato che anche il centrocampista brasiliano Ederson ha rescisso il proprio contratto. Il 13 agosto viene ceduto, in prestito, l'attaccante colombiano Brayan Perea al club francese del Troyes. I primi giovani a partire sono Josip Elez e Joseph Minala ceduti in prestito rispettivamente all'Aarhus e al Latina. Alla Salernitana, il secondo club gestito dal presidente Lotito, viene ceduto, in prestito, il portiere Thomas Strakosha. Il giovane attaccante Mamadou Tounkara viene ceduto, in prestito, al Crotone. Il 31 agosto, l'ultimo giorno di mercato, vengono ufficializzati i trasferimenti, a titolo temporaneo, dell'uruguaiano Álvaro González al club messicano dell'Atlas mentre l'albanese Lorik Cana, dopo aver rescisso con il club capitolino, passa al club francese del Nantes.
Il mercato di gennaio si apre con l'acquisto del difensore centrale serbo Milan Biševac proveniente dal club francese dell'Olympique Lione, per poi proseguire con l'acquisto del centrocampista brasiliano Ronaldo, prelevato a titolo definitivo dall'Empoli, che però viene girato immediatamente in prestito alla Salernitana. L'ultimo giorno di mercato viene acquistato il portiere croato Ivan Vargić dal Rijeka; il giocatore però verrà tesserato a luglio in vista della prossima stagione. Per quanto concerne le cessioni invece i primi a partire sono i due giovani Oikonomidis e Prce, ceduti anche loro in prestito alla Salernitana.

### Sessione estiva(dall'1/7 al 31/8)
| Acquisti         | Acquisti                | Acquisti         | Acquisti                                             |
| R.               | Nome                    | da               | Modalità                                             |
| ---------------- | ----------------------- | ---------------- | ---------------------------------------------------- |
| D                | Wesley Hoedt            | -                | svincolato                                           |
| D                | Patric                  | -                | svincolato                                           |
| C                | Sergej Milinković-Savić | Genk             | definitivo (10 milioni €)                            |
| C                | Ravel Morrison          | -                | svincolato                                           |
| A                | Ricardo Kishna          | Ajax             | definitivo (4 milioni €)                             |
| A                | Alessandro Matri        | Milan            | prestito                                             |
| Altre operazioni |                         |                  |                                                      |
| R.               | Nome                    | da               | Modalità                                             |
| P                | Alessandro Berardi      | Messina          | fine prestito                                        |
| P                | Kristjan Matoševič      | Catania          | prestito                                             |
| D                | Dušan Basta             | Udinese          | riscatto obbligatorio del cartellino (4,8 milioni €) |
| D                | Josip Elez              | Honvéd           | fine prestito                                        |
| D                | Lorenzo Filippini       | Bari             | fine prestito                                        |
| D                | Emiliano Ilari          | Grosseto         | fine prestito                                        |
| D                | Maurício                | Sporting Lisbona | riscatto del cartellino (2,65 milioni €)             |
| D                | Riccardo Serpieri       | Cosenza          | definitivo                                           |
| D                | Vinícius Freitas        | Perugia          | fine prestito                                        |
| C                | Luca Crecco             | Ternana          | fine prestito                                        |
| C                | Álvaro González         | Torino           | fine prestito                                        |
| C                | Stefano Mauri           | -                | svincolato                                           |
| C                | Joseph Minala           | Bari             | fine prestito                                        |
| C                | Enrico Zampa            | Trapani          | fine prestito                                        |
| A                | Emiliano Alfaro         | Liverpool (M)    | fine prestito                                        |
| A                | Cristiano Lombardi      | Trapani          | fine prestito                                        |
| A                | Ettore Mendicino        | Salernitana      | fine prestito                                        |
| A                | Antonio Rozzi           | Entella          | fine prestito                                        |

| Cessioni         | Cessioni            | Cessioni        | Cessioni                                          |
| R.               | Nome                | a               | Modalità                                          |
| ---------------- | ------------------- | --------------- | ------------------------------------------------- |
| P                | Thomas Strakosha    | Salernitana     | prestito                                          |
| D                | Luís Pedro Cavanda  | Trabzonspor     | definitivo (2.5 milioni €)                        |
| D                | Michaël Ciani       | -               | svincolato                                        |
| D                | Diego Novaretti     | -               | risoluzione consensuale                           |
| C                | Lorik Cana          | -               | risoluzione consensuale                           |
| C                | Ederson             | -               | risoluzione consensuale                           |
| C                | Cristian Ledesma    | -               | svincolato                                        |
| C                | Bruno Pereirinha    | -               | risoluzione consensuale                           |
| A                | Brayan Perea        | Troyes          | prestito                                          |
| Altre operazioni |                     |                 |                                                   |
| R.               | Nome                | a               | Modalità                                          |
| P                | Alessandro Berardi  | -               | risoluzione consensuale                           |
| D                | Josip Elez          | Aarhus          | prestito                                          |
| D                | Lorenzo Filippini   | Pro Vercelli    | prestito                                          |
| D                | Emiliano Ilari      | -               | svincolato                                        |
| D                | Vinícius Freitas    | Zurigo          | prestito con diritto di riscatto                  |
| C                | Luca Crecco         | Virtus Lanciano | prestito con diritto di riscatto e controriscatto |
| C                | Álvaro González     | Atlas           | prestito con diritto di riscatto (1 milione €)    |
| C                | Stefano Mauri       | -               | svincolato                                        |
| C                | Joseph Minala       | Latina          | prestito con diritto di riscatto                  |
| C                | Enrico Zampa        | Ternana         | definitivo                                        |
| A                | Emiliano Alfaro     | Buriram Utd     | definitivo (1 milione €)                          |
| A                | Alessandro Di Mario | -               | svincolato                                        |
| A                | Cristiano Lombardi  | Ancona          | prestito                                          |
| A                | Ettore Mendicino    | Siena           | definitivo                                        |
| A                | Antonio Rozzi       | Virtus Lanciano | prestito con diritto di riscatto e controriscatto |
| A                | Giuseppe Sculli     | -               | svincolato                                        |
| A                | Mamadou Tounkara    | Crotone         | prestito con diritto di riscatto e controriscatto |

### Sessione invernale(dal 4/1 all'1/2)
| Acquisti         | Acquisti         | Acquisti        | Acquisti                 |
| R.               | Nome             | da              | Modalità                 |
| ---------------- | ---------------- | --------------- | ------------------------ |
| D                | Milan Biševac    | Olympique Lione | definitivo (gratuito)    |
| Altre operazioni |                  |                 |                          |
| R.               | Nome             | da              | Modalità                 |
| P                | Ivan Vargić      | Rijeka          | definitivo (3 milioni €) |
| C                | Luca Crecco      | Virtus Lanciano | fine prestito            |
| C                | Joseph Minala    | Latina          | fine prestito            |
| C                | Ronaldo          | Empoli          | definitivo               |
| A                | Antonio Rozzi    | Virtus Lanciano | fine prestito            |
| A                | Mamadou Tounkara | Crotone         | fine prestito            |

| Cessioni         | Cessioni          | Cessioni    | Cessioni                         |
| R.               | Nome              | a           | Modalità                         |
| ---------------- | ----------------- | ----------- | -------------------------------- |
| D                | Franjo Prce       | Salernitana | prestito                         |
| C                | Chris Oikonomidis | Salernitana | prestito                         |
| Altre operazioni |                   |             |                                  |
| R.               | Nome              | a           | Modalità                         |
| P                | Ivan Vargić       | Rijeka      | prestito                         |
| C                | Luca Crecco       | Modena      | prestito                         |
| C                | Joseph Minala     | Bari        | prestito con diritto di riscatto |
| C                | Ronaldo           | Salernitana | prestito                         |
| A                | Antonio Rozzi     | Siena       | prestito                         |
| A                | Mamadou Tounkara  | Salernitana | prestito                         |

## Risultati

### Serie A

#### Girone di andata
| Arbitro: | Rocchi (Firenze) |

|                       |           |             |
| Biglia 17’ Kishna 23’ | Marcatori | 43’ Mancosu |

| Arbitro: | Di Bello (Brindisi) |

|                                            |           |  |
| Meggiorini 12’ Paloschi 30’, 68’ Birsa 45’ | Marcatori |  |

| Arbitro: | Calvarese (Teramo) |

|                |           |  |
| Matri 64’, 73’ | Marcatori |  |

| Arbitro: | Damato (Barletta) |

|                                                       |           |  |
| Higuaín 14’, 59’ Allan 35’ Insigne 48’ Gabbiadini 79’ | Marcatori |  |

| Arbitro: | Rizzoli (Bologna) |

|                                    |           |  |
| Djordjevic 35’ Felipe Anderson 62’ | Marcatori |  |

| Arbitro: | Giacomelli (Trieste) |

|              |           |                              |
| Helander 33’ | Marcatori | 63’ (rig.) Biglia 86’ Parolo |

| Arbitro: | Di Bello (Brindisi) |

|                                  |           |  |
| Keita Baldé 80’ Djordjevic 90+4’ | Marcatori |  |

| Arbitro: | Guida (Torre Annunziata) |

|                                 |           |                     |
| Berardi 7’ (rig.) Missiroli 60’ | Marcatori | 67’ Felipe Anderson |

| Arbitro: | Mazzoleni (Bergamo) |

|                                      |           |  |
| Lulić 40’ Felipe Anderson 70’, 90+4’ | Marcatori |  |

| Arbitro: | Irrati (Pistoia) |

|                            |           |            |
| Basta 69’ (aut.) Gómez 86’ | Marcatori | 17’ Biglia |

| Arbitro: | Damato (Barletta) |

|            |           |                                    |
| Kishna 85’ | Marcatori | 25’ Bertolacci 53’ Mexès 79’ Bacca |

| Arbitro: | Tagliavento (Terni) |

|                               |           |  |
| Džeko 10’ (rig.) Gervinho 63’ | Marcatori |  |

| Arbitro: | Celi (Bari) |

|                     |           |               |
| Candreva 70’ (rig.) | Marcatori | 21’ Goldaniga |

| Arbitro: | Fabbri (Ravenna) |

|            |           |  |
| Tonelli 5’ | Marcatori |  |

| Arbitro: | Banti (Livorno) |

|  |           |                                 |
|  | Marcatori | 7’ (aut.) Gentiletti 32’ Dybala |

| Arbitro: | Calvarese (Teramo) |

|           |           |                 |
| Matri 78’ | Marcatori | 90+3’ Zukanović |

| Arbitro: | Mazzoleni (Bergamo) |

|            |           |                  |
| Icardi 61’ | Marcatori | 5’, 87’ Candreva |

| Roma 6 gennaio 2016, ore 15:00 CET 18ª giornata | Lazio        | 0 – 0 referto | Carpi | Stadio Olimpico (20.090 spett.)\| Arbitro: \| Russo (Nola) \| |
| Arbitro:                                        | Russo (Nola) |               |       |                                                               |

| Arbitro: | Rizzoli (Bologna) |

|                 |           |                                                                |
| Roncaglia 90+4’ | Marcatori | 45+1’ Keita Baldé 90+2’ Milinković-Savić 90+6’ Felipe Anderson |

#### Girone di ritorno
| Arbitro: | Di Bello (Brindisi) |

|                           |           |                               |
| Giaccherini 2’ Destro 18’ | Marcatori | 71’ (rig.) Candreva 77’ Lulić |

| Arbitro: | Calvarese (Teramo) |

|                                                        |           |          |
| Candreva 66’ (rig.), 81’ Cataldi 72’ Keita Baldé 90+6’ | Marcatori | 5’ Cesar |

| Udine 31 gennaio 2016, ore 15:00 CET 22ª giornata | Udinese     | 0 – 0 referto | Lazio | Stadio Friuli (13.611 spett.)\| Arbitro: \| Celi (Bari) \| |
| Arbitro:                                          | Celi (Bari) |               |       |                                                            |

| Arbitro: | Irrati (Pistoia) |

|  |           |                          |
|  | Marcatori | 24’ Higuaín 27’ Callejón |

| Genova 6 febbraio 2016, ore 20:45 CET 24ª giornata | Genoa          | 0 – 0 referto | Lazio | Stadio Luigi Ferraris (19.670 spett.)\| Arbitro: \| Orsato (Schio) \| |
| Arbitro:                                           | Orsato (Schio) |               |       |                                                                       |

| Arbitro: | Gervasoni (Mantova) |

|                                                                             |           |                       |
| Matri 45’ Mauri 50’ Felipe Anderson 69’ Keita Baldé 82’ Candreva 90’ (rig.) | Marcatori | 72’ L. Greco 79’ Toni |

| Frosinone 21 febbraio 2016, ore 18:00 CET 26ª giornata | Frosinone    | 0 – 0 referto | Lazio | Stadio Matusa (7.954 spett.)\| Arbitro: \| Russo (Nola) \| |
| Arbitro:                                               | Russo (Nola) |               |       |                                                            |

| Arbitro: | Damato (Barletta) |

|  |           |                               |
|  | Marcatori | 41’ (rig.) Berardi 67’ Defrel |

| Arbitro: | Massa (Imperia) |

|             |           |                   |
| Belotti 12’ | Marcatori | 78’ (rig.) Biglia |

| Arbitro: | Guida (Torre Annunziata) |

|                  |           |  |
| Klose 67’, 90+5’ | Marcatori |  |

| Arbitro: | Tagliavento (Terni) |

|           |           |           |
| Bacca 15’ | Marcatori | 9’ Parolo |

| Arbitro: | Banti (Livorno) |

|            |           |                                                    |
| Parolo 75’ | Marcatori | 15’ El Shaarawy 64’ Džeko 83’ Florenzi 87’ Perotti |

| Arbitro: | Gervasoni (Mantova) |

|  |           |                                    |
|  | Marcatori | 10’, 15’ Klose 72’ Felipe Anderson |

| Arbitro: | Cervellera (Taranto) |

|                              |           |  |
| Candreva 6’ (rig.) Onazi 44’ | Marcatori |  |

| Arbitro: | Mazzoleni (Bergamo) |

|                                      |           |  |
| Mandžukić 39’ Dybala 52’ (rig.), 64’ | Marcatori |  |

| Arbitro: | Rizzoli (Bologna) |

|                               |           |               |
| Fernando 20’ De Silvestri 78’ | Marcatori | 3’ Djordjevic |

| Arbitro: | Banti (Livorno) |

|                              |           |  |
| Klose 8’ Candreva 84’ (rig.) | Marcatori |  |

| Arbitro: | Rocchi (Firenze) |

|             |           |                                    |
| Mbakogu 84’ | Marcatori | 23’ Biševac 32’ Candreva 73’ Klose |

| Arbitro: | Manganiello (Pinerolo) |

|                           |           |                                            |
| Lulić 2’ Klose 74’ (rig.) | Marcatori | 31’, 70’ Vecino 40’ Bernardeschi 45’ Tello |

### Coppa Italia

#### Fase finale
| Arbitro: | Damato (Barletta) |

|                       |           |          |
| Matri 70’ Cataldi 79’ | Marcatori | 67’ Kone |

| Arbitro: | Damato (Barletta) |

|  |           |                  |
|  | Marcatori | 66’ Lichtsteiner |

### UEFA Champions League

#### Play-off
| Arbitro: | Eriksson |

|                 |           |  |
| Keita Baldé 77’ | Marcatori |  |

| Arbitro: | Velasco Carballo |

|                                          |           |  |
| Çalhanoğlu 40’ Mehmedi 48’ Bellarabi 88’ | Marcatori |  |

### UEFA Europa League

#### Fase a gironi
| Arbitro: | Hunter |

|                 |           |                      |
| Seleznyov 90+4’ | Marcatori | 34’ Milinković-Savić |

| Arbitro: | Özkahya |

|                                |           |                           |
| Onazi 22’ Hoedt 48’ Biglia 80’ | Marcatori | 6’ Sall 84’ Monnet-Paquet |

| Arbitro: | Gil |

|                                            |           |               |
| Matri 28’ Felipe Anderson 54’ Candreva 79’ | Marcatori | 69’ Søderlund |

| Arbitro: | Marriner |

|  |           |                    |
|  | Marcatori | 9’, 29’ Djordjevic |

| Arbitro: | Mažeika |

|                                         |           |          |
| Candreva 4’ Parolo 68’ Djordjevic 90+3’ | Marcatori | 65’ Gama |

| Arbitro: | Blom |

|              |           |           |
| Eysseric 76’ | Marcatori | 52’ Matri |

#### Fase a eliminazione diretta
| Arbitro: | Oliver |

|           |           |                      |
| Sabri 12’ | Marcatori | 21’ Milinković-Savić |

| Arbitro: | Bezborodov |

|                                          |           |           |
| Parolo 59’ Felipe Anderson 61’ Klose 72’ | Marcatori | 62’ Yasin |

| Arbitro: | Mallenco |

|            |           |            |
| Frýdek 13’ | Marcatori | 38’ Parolo |

| Arbitro: | Buquet |

|  |           |                                 |
|  | Marcatori | 10’ Dočkal 12’ Krejčí 44’ Juliš |

### Supercoppa italiana
| Arbitro: | Banti (Livorno) |

|                          |           |  |
| Mandžukić 69’ Dybala 73’ | Marcatori |  |

## Statistiche

### Statistiche di squadra
| Competizione        | Punti | In casa | In casa | In casa | In casa | In casa | In casa | In trasferta | In trasferta | In trasferta | In trasferta | In trasferta | In trasferta | Totale | Totale | Totale | Totale | Totale | Totale | DR |
| Competizione        | Punti | G       | V       | N       | P       | Gf      | Gs      | G            | V            | N            | P            | Gf           | Gs           | G      | V      | N      | P      | Gf     | Gs     | DR |
| ------------------- | ----- | ------- | ------- | ------- | ------- | ------- | ------- | ------------ | ------------ | ------------ | ------------ | ------------ | ------------ | ------ | ------ | ------ | ------ | ------ | ------ | -- |
| Serie A             | 54    | 19      | 10      | 3       | 6       | 32      | 23      | 19           | 5            | 6            | 8            | 20           | 29           | 38     | 15     | 9      | 14     | 52     | 52     | 0  |
| Coppa Italia        | -     | 2       | 1       | 0       | 1       | 2       | 2       | 0            | 0            | 0            | 0            | 0            | 0            | 2      | 1      | 0      | 1      | 2      | 2      | 0  |
| Champions League    | -     | 1       | 1       | 0       | 0       | 1       | 0       | 1            | 0            | 0            | 1            | 0            | 3            | 2      | 1      | 0      | 1      | 1      | 3      | -2 |
| Europa League       | 14    | 5       | 4       | 0       | 1       | 12      | 8       | 5            | 1            | 4            | 0            | 6            | 4            | 10     | 5      | 4      | 1      | 18     | 12     | +6 |
| Supercoppa italiana | -     | 0       | 0       | 0       | 0       | 0       | 0       | 1            | 0            | 0            | 1            | 0            | 2            | 1      | 0      | 0      | 1      | 0      | 2      | -2 |
| Totale              | -     | 27      | 16      | 3       | 8       | 47      | 33      | 26           | 6            | 10           | 10           | 26           | 38           | 53     | 22     | 13     | 18     | 73     | 71     | +2 |

### Andamento in campionato
| Giornata  | 1 | 2 | 3 | 4 | 5 | 6 | 7 | 8 | 9 | 10 | 11 | 12 | 13 | 14 | 15 | 16 | 17 | 18 | 19 | 20 | 21 | 22 | 23 | 24 | 25 | 26 | 27 | 28 | 29 | 30 | 31 | 32 | 33 | 34 | 35 | 36 | 37 | 38 |
| --------- | - | - | - | - | - | - | - | - | - | -- | -- | -- | -- | -- | -- | -- | -- | -- | -- | -- | -- | -- | -- | -- | -- | -- | -- | -- | -- | -- | -- | -- | -- | -- | -- | -- | -- | -- |
| Luogo     | C | T | C | T | C | T | C | T | C | T  | C  | T  | C  | T  | C  | C  | T  | C  | T  | T  | C  | T  | C  | T  | C  | T  | C  | T  | C  | T  | C  | T  | C  | T  | T  | C  | T  | C  |
| Risultato | V | P | V | P | V | V | V | P | V | P  | P  | P  | N  | P  | P  | N  | V  | N  | V  | N  | V  | N  | P  | N  | V  | N  | P  | N  | V  | N  | P  | V  | V  | P  | P  | V  | V  | P  |
| Posizione | 1 | 8 | 8 | 9 | 7 | 4 | 3 | 4 | 2 | 5  | 7  | 7  | 8  | 10 | 11 | 12 | 10 | 9  | 9  | 9  | 9  | 8  | 9  | 9  | 7  | 8  | 8  | 8  | 8  | 8  | 8  | 8  | 7  | 8  | 8  | 8  | 8  | 8  |

Fonte:  Serie A – Classifiche, su sport.sky.it, Sky Sport. URL consultato il 24 agosto 2015 (archiviato dall'url originale l'11 settembre 2014).
Legenda:

Luogo: C = Casa; T = Trasferta. Risultato: V = Vittoria; N = Pareggio; P = Sconfitta.

### Statistiche dei giocatori
Sono in corsivo i giocatori che hanno lasciato la società a stagione in corso.
| Giocatore           | Serie A  | Serie A | Serie A     | Serie A    | Coppa Italia | Coppa Italia | Coppa Italia | Coppa Italia | UEFA Champions League + UEFA Europa League | UEFA Champions League + UEFA Europa League | UEFA Champions League + UEFA Europa League | UEFA Champions League + UEFA Europa League | Supercoppa italiana | Supercoppa italiana | Supercoppa italiana | Supercoppa italiana | Totale   | Totale | Totale      | Totale     |
| Giocatore           | Presenze | Reti    | Ammonizioni | Espulsioni | Presenze     | Reti         | Ammonizioni  | Espulsioni   | Presenze                                   | Reti                                       | Ammonizioni                                | Espulsioni                                 | Presenze            | Reti                | Ammonizioni         | Espulsioni          | Presenze | Reti   | Ammonizioni | Espulsioni |
| ------------------- | -------- | ------- | ----------- | ---------- | ------------ | ------------ | ------------ | ------------ | ------------------------------------------ | ------------------------------------------ | ------------------------------------------ | ------------------------------------------ | ------------------- | ------------------- | ------------------- | ------------------- | -------- | ------ | ----------- | ---------- |
| D. Basta            | 23       | 0       | 1           | 0          | -            | -            | -            | -            | 2+3                                        | 0                                          | 0                                          | 0                                          | 1                   | 0                   | 0                   | 0                   | 29       | 0      | 1           | 0          |
| E. Berisha          | 11       | -13     | 1           | 0          | 2            | -2           | 0            | 0            | 2+5                                        | -3+-5                                      | 0                                          | 0                                          | -                   | -                   | -                   | -                   | 20       | -23    | 1           | 0          |
| L. Biglia           | 27       | 4       | 11          | 1          | 2            | 0            | 0            | 0            | 1+5                                        | 0+1                                        | 0+1                                        | 0                                          | 1                   | 0                   | 0                   | 0                   | 36       | 5      | 12          | 1          |
| M. Biševac          | 11       | 1       | 0           | 0          | 1            | 0            | 0            | 0            | -+3                                        | -+0                                        | -+0                                        | -+0                                        | -                   | -                   | -                   | -                   | 15       | 1      | 0           | 0          |
| E. Braafheid        | 5        | 0       | 0           | 0          | -            | -            | -            | -            | -+-                                        | -+-                                        | -+-                                        | -+-                                        | -                   | -                   | -                   | -                   | 5        | 0      | 0           | 0          |
| A. Candreva         | 30       | 10      | 4           | 0          | 2            | 0            | 0            | 0            | 2+9                                        | 0+2                                        | 0                                          | 0                                          | 1                   | 0                   | 0                   | 0                   | 44       | 12     | 4           | 0          |
| D. Cataldi          | 20       | 1       | 10          | 1          | 1            | 1            | 1            | 0            | -+5                                        | -+0                                        | -+1                                        | -+0                                        | 1                   | 0                   | 0                   | 0                   | 27       | 2      | 12          | 1          |
| S. de Vrij          | 2        | 0       | 0           | 0          | -            | -            | -            | -            | 2+-                                        | 0+-                                        | 0+-                                        | 0+-                                        | 1                   | 0                   | 0                   | 0                   | 5        | 0      | 0           | 0          |
| F. Djordjevic       | 27       | 3       | 1           | 1          | 1            | 0            | 0            | 0            | -+3                                        | -+3                                        | -+0                                        | -+0                                        | 1                   | 0                   | 0                   | 0                   | 32       | 6      | 1           | 1          |
| Felipe Anderson     | 35       | 7       | 2           | 0          | 2            | 0            | 0            | 0            | 2+7                                        | 0+2                                        | 0                                          | 0                                          | 1                   | 0                   | 0                   | 0                   | 47       | 9      | 2           | 0          |
| S. Gentiletti       | 19       | 0       | 10          | 0          | -            | -            | -            | -            | 2+5                                        | 0                                          | 0                                          | 0                                          | 1                   | 0                   | 0                   | 0                   | 27       | 0      | 10          | 0          |
| G. Guerrieri        | -        | -       | -           | -          | -            | -            | -            | -            | -+-                                        | -+-                                        | -+-                                        | -+-                                        | -                   | -                   | -                   | -                   | 0        | 0      | 0           | 0          |
| W. Hoedt            | 25       | 0       | 5           | 1          | 2            | 0            | 0            | 0            | -+8                                        | -+1                                        | -+2                                        | -+0                                        | -                   | -                   | -                   | -                   | 35       | 1      | 7           | 1          |
| Keita Baldé         | 31       | 4       | 5           | 0          | 1            | 0            | 0            | 0            | 2+5                                        | 1+0                                        | 0                                          | 0+1                                        | -                   | -                   | -                   | -                   | 39       | 5      | 5           | 1          |
| R. Kishna           | 11       | 2       | 0           | 0          | -            | -            | -            | -            | 1+3                                        | 0                                          | 0+1                                        | 0                                          | 1                   | 0                   | 0                   | 0                   | 16       | 2      | 1           | 0          |
| M. Klose            | 24       | 7       | 3           | 0          | 1            | 0            | 0            | 0            | 1+4                                        | 0+1                                        | 0                                          | 0                                          | 1                   | 0                   | 0                   | 0                   | 31       | 8      | 3           | 0          |
| A. Konko            | 18       | 0       | 3           | 0          | 2            | 0            | 1            | 0            | -+9                                        | -+0                                        | -+1                                        | -+0                                        | -                   | -                   | -                   | -                   | 29       | 0      | 5           | 0          |
| S. Lulić            | 30       | 3       | 11          | 1          | 1            | 0            | 1            | 0            | 2+6                                        | 0                                          | 1+1                                        | 0                                          | -                   | -                   | -                   | -                   | 39       | 3      | 14          | 1          |
| F. Marchetti        | 29       | -39     | 0           | 0          | -            | -            | -            | -            | -+5                                        | -+-7                                       | -+-                                        | -+-                                        | 1                   | -2                  | 0                   | 0                   | 35       | -48    | 0           | 0          |
| A. Matri            | 19       | 4       | 1           | 1          | 2            | 1            | 0            | 0            | -+10                                       | -+2                                        | -+2                                        | -+0                                        | -                   | -                   | -                   | -                   | 31       | 7      | 3           | 1          |
| S. Mauri            | 12       | 1       | 0           | 0          | 1            | 0            | 0            | 0            | -+6                                        | -+0                                        | -+0                                        | -+0                                        | -                   | -                   | -                   | -                   | 19       | 1      | 0           | 0          |
| Maurício            | 24       | 0       | 15          | 1          | 2            | 0            | 1            | 0            | 2+8                                        | 0                                          | 3+1                                        | 1+1                                        | -                   | -                   | -                   | -                   | 36       | 0      | 20          | 3          |
| S. Milinković-Savić | 25       | 1       | 7           | 1          | 2            | 0            | 0            | 0            | 1+7                                        | 0+2                                        | 1+3                                        | 0                                          | -                   | -                   | -                   | -                   | 35       | 3      | 11          | 1          |
| R. Morrison         | 4        | 0       | 0           | 0          | -            | -            | -            | -            | 1+2                                        | 0                                          | 0                                          | 0                                          | 1                   | 0                   | 0                   | 0                   | 8        | 0      | 0           | 0          |
| C. Oikonomidis      | -        | -       | -           | -          | -            | -            | -            | -            | -+1                                        | -+0                                        | -+0                                        | -+0                                        | -                   | -                   | -                   | -                   | 1        | 0      | 0           | 0          |
| O. Onazi            | 15       | 1       | 1           | 0          | -            | -            | -            | -            | 2+4                                        | 0+1                                        | 0+1                                        | 0                                          | 1                   | 0                   | 0                   | 0                   | 22       | 2      | 2           | 0          |
| M. Parolo           | 31       | 3       | 9           | 0          | -            | -            | -            | -            | 2+7                                        | 0+3                                        | 1+2                                        | 0                                          | -                   | -                   | -                   | -                   | 40       | 6      | 12          | 0          |
| Patric              | 9        | 0       | 4           | 1          | -            | -            | -            | -            | -+-                                        | -+-                                        | -+-                                        | -+-                                        | -                   | -                   | -                   | -                   | 9        | 0      | 4           | 1          |
| F. Prce             | -        | -       | -           | -          | -            | -            | -            | -            | --                                         | -+-                                        | -+-                                        | -+-                                        | -                   | -                   | -                   | -                   | 0        | 0      | 0           | 0          |
| Ș. Radu             | 13       | 0       | 3           | 1          | 2            | 0            | 0            | 0            | 1+8                                        | 0                                          | 0+3                                        | 0                                          | 1                   | 0                   | 0                   | 0                   | 25       | 0      | 6           | 1          |
| M. Seck             | -        | -       | -           | -          | -            | -            | -            | -            | -+-                                        | -+-                                        | -+-                                        | -+-                                        | -                   | -                   | -                   | -                   | 0        | 0      | 0           | 0          |